# Melanitis simessa
Melanitis simessa är en fjärilsart som beskrevs av Hans Fruhstorfer 1911. Melanitis simessa ingår i släktet Melanitis och familjen praktfjärilar. Inga underarter finns listade i Catalogue of Life.